# Yuki et Nina
Pour plus de détails, voir Fiche technique et Distribution.
Yuki et Nina est un film franco-japonais réalisé par Hippolyte Girardot et Nobuhiro Suwa, sorti en 2009.

## Synopsis
Yuki, 9 ans, apprend que son père, français, et sa mère, japonaise, vont divorcer et qu'elle va devoir quitter la France pour aller vivre au Japon avec sa mère, mais elle ne veut pas quitter sa meilleure amie Nina.

## Fiche technique
- Titre : Yuki et Nina
- Réalisation : Hippolyte Girardot et Nobuhiro Suwa
- Scénario : Hippolyte Girardot et Nobuhiro Suwa
- Production : Kristina Larsen, Yuji Sadai, Masamichi Sawada, Michiko Yoshitake
- Société de production : Comme des Cinémas, Les Films du Lendemain, Bitters End, Arte France Cinéma, Cofinova 5
- Musique : Lily Margot et Doc Mateo, Tinsagunu Hana interprété par UA et Yasukatsu Oshima (thème du générique de fin)
- Photographie : Josée Deshaies
- Montage : Laurence Briaud et Hisako Suwa
- Costumes : Jean-Charline Tomlinson
- Pays d'origine :  France,  Japon
- Langue originale : français, japonais
- Format : couleur - 1.85:1 - Dolby Digital - HDV
- Genre : drame
- Durée : 1h32 minutes
- Dates de sortie :
  - France : 15 mai 2009 (Festival de Cannes), 9 décembre 2009 (sortie nationale)
  - Japon : 23 janvier 2010

## Distribution
- Noë Sampy : Yuki
- Arielle Moutel : Nina
- Tsuyu Shimizu : Jun, la mère de Yuki
- Hippolyte Girardot : Frédéric, le père de Yuki
- Marilyne Canto : Camille, la mère de Nina

## Autour du film
Les deux actrices principales Noë Sampy et Tsuyu Shimizu sont bilingues français - japonais et ont des répliques dans ces deux langues.